# باشگاه فوتبال بارسلونا در فصل ۱۹۰۰–۱۸۹۹
فصل ۱۹۰۰–۱۸۹۹ اولین فصل در تاریخ باشگاه فوتبال بارسلونا بود. باشگاه در قالب رقابت‌های دوستانه به مصاف باشگاه‌های محلی رفت.

## وقایع
در ۲۲ اکتبر ۱۸۹۹، هفته‌نامه ورزشی لوس دپورتس در بارسلون، یک آگهی را چاپ کرد که در آن هنس گمپر سوئیسی ۲۱ ساله، هواداران فوتبال را فرامی‌خواند. 
باشگاه فوتبال بارسلونا در ۲۹ نوامبر همان سال، پس از جلسه‌ای در خیمناسیو سوله، باشگاهی در خیابان مونجوییک دل کارمه شماره ۵ در ال راوال بارسلون، شکل گرفته بود. والتر ویلد، لوئیس دوسو ای سرا، بارتومئو ترادس ای بروتائو، اتو کونزلی، اتو مایر زیونر، انریک دوکای آگیلرا، پیر کابوت رولدوس، کارلس پویول، ژوسپ یوبت، جان پارسونس، ویلیام پارسونس و هانس گمپر، معاهده تاسیس باشگاه را امضا کردند.
۸ دسامبر، بارسلونا اولین بازی خود را در ولدروم د لا بونانووای سابق، مقابل چند انگلیسی که در شهر ساکن شده بودند، انجام داد. هر دو تیم با ترکیب ۱۰ نفره بازی کردند و تیم انگلیسی ۱–۰ پیروز شد. روز بعد، گزارشی از این بازی در روزنامه محلی لا ونگوئاردیا به انتشار درآمد.
اولین کادر مدیریتی باشگاه در ۱۴ دسامبر بسته شد و والتر وایلد به عنوان مسن‌ترین عضو، اولین رئیس انتخاب شد. آبی تیره و گارنتی، رنگ‌های اصلی باشگاه و لباس تیم شدند که همان رنگ‌های تیم سابق گامپر در سوئیس، بازل بود. نشان باشگاه، همان نشان شهر و دو پزوتا، به عنوان هزینه حق عضویت تعیین شد.

### بازی‌های دوستانه
| ۸ دسامبر ۱۸۹۹ | بارسلونا                                               | ۰ – ۱         | تیم آنگلس                                                                   | بارسلون                                          |
| ۱۵:۰۰         | اوروئلا وررادس، اسسو، یوبت کونتسیل، گمپر، لوپث، شیلینگ | لا ونگوئاردیا | رینتری واموریس وب، آ. ویتی، موریسون و. پارسونس، جی. پارسونس، ای. ویتی، هریس | ورزشگاه: ولودرومو د لا بونانووا داور: آرثور لیسک |

| ۲۴ دسامبر ۱۸۹۹ | بارسلونا | ۳ – ۱                    | کاتالا | بارسلون                                                         |
| ۱۵:۰۰          | گمپر · ای. ویتی · اوروئلا · وایلد، براون · ترادس، اوسسو، یوبت · ای. ویتی، آ. ویتی، گمپر، جی. پارسونس، کروثات | لوس دپورتس لا ونگوئاردیا | پانیاگوا اورتیث، میر جی.آ. بوسکتس، و.جی. گونثالث، ژوان گارسیا جی. بوسکتس، والدس، آرتوس، ال. والس، اف. واییس | ورزشگاه: ولودرومو د لا بونانووا تماشاگران: ۱۰۰ داور: آرثور لیسک |

| ۲۶ دسامبر ۱۸۹۹ ترکیبی | بارسلونا + کاتالا                                                                        | ۲ – ۱                    | تیم آنگلس                                                                                              | بارسلون                                                                                |
| ۱۵:۰۰                 | گمپر · اوروئلا · وایلد، اف. لومبا · والدس، اوسسو، یوبت · میر، آرتوس، گمپر، پلانئیس، سودی | لوس دپورتس لا ونگوئاردیا | جی. پارسونس اف. بال، براون موریسون، فیتسموریس، جی. بال ای. ویتی، آ. ویتی، و. پارسونس، جی.آ. بال، باستو | ورزشگاه: ولودرومو د لا بونانووا داور: (بخش اول) آرثور لیسک (بخش دوم) آلبرت سرا ای گیشا |

| ۶ ژانویه ۱۹۰۰ ترکیبی | بارسلونا + کاتالا                                                                 | ۰ – ۳                                       | تیم آنگلس                                                                                                  | بارسلون                                                                             |
| ۱۵:۰۰                | اوروئلا وایلد، اف. لومبا تررادس، اسسو، یوبت جی. بوسکتس، جی. آ. بوسکتس، گمپر، سولی | لوس دپورتس (۱) لوس دپورتس (۲) لا ونگوئاردیا | جی. پارسونس همیلتونن،۱ برتون موریسون، فیتسموریس، دایکس۱ ای. ویتی، آ. ویتی، و. پارسونس، ۲ اچ. موریس، باستاو | ورزشگاه: ولودرومو د لا بونانووا داور: (بخش اول) کاندول (بخش دوم) آلبرت سررا ای گیشا |

| ۲۸ ژانویه ۱۹۰۰ تمرینی | بارسلونا                                                                          | ۶ – ۰                    | کاتالا                                                                                      | بارسلون                         |
| ۱۵:۰۰                 | اسمارت وایلد، براون تررادس، اوسسو، یوبت ای. ویتی، مایر، گمپر، جی. پارسونس، باستاو | لوس دپورتس لا ونگوئاردیا | جی. لومبا ویلا، جی. سولر ژوان گارسیا، جی. ریوس، گارسیس میر، سولی، ویشآرت،۱ والدس، اف. لومبا | ورزشگاه: ولودرومو د لا بونانووا |

| ۲ فوریه ۱۹۰۰ | بارسلونا                                                                                       | ۲ – ۰                    | اسکوسس                                                                           | بارسلون                                     |
| ۱۵:۰۰        | گمپر · اسمارت · وایلد، گیلسپی · ترادس، فیتسموریس، یوبت · ای. ویتی، آ. ویتی، گمپر، مایر، باستاو | لوس دپورتس لا ونگوئاردیا | همیلتون والاس، فادون دنیستون، ویشآرت، دایکس آ. بلک، گولد، جی. بلک، موچان، گیروان | ورزشگاه: ولدرومو د لا بونانووا داور: کاندول |

| ۱۱ فوریه ۱۹۰۰ | بارسلونا | ۴ – ۰                                   | کاتالا + اسکوسس                                                                       | بارسلون                                          |
| ۱۵:۰۰         | ای. ویتی · گمپر · اسمارت · وایلد، گیلسپی · تررادس، فیتسموریس، یوبت · ای. ویتی، آ. ویتی، گمپر، جی. پارسونس، هریس1 | لوس دپورتس لا ونگوئاردیا موندو دپورتیوو | همیلتون اف. لومبا، براون دنیستون، سولی، دایکس جی. بوسکتس، گولد،۱ جی. بلک، میر، گیروان | ورزشگاه: ولودرومو د لا بونانووا داور: ای. ماوچان |

| ۱۴ مه ۱۹۰۰ | تیم روج | ۱ – ۲                    | بارسلونا                                                                                 | بارسلون                                                                               |
| ۱۶:۳۰      | پلانیس اورتیث، جی. سولر جی.آ. بوسکتس، سولی، ژوان گارسیا ال. واییس، ژولیا گارسیا، گرین، سن‌مارتین، اف. لومبا | لوس دپورتس لا ونگوئاردیا | لوپث · گمپر اسمارت · وایلد، گیلسپی · تررادس، اوسو، یوبت · والدس، مایر، گمپر، لوپث، کابوت | ورزشگاه: هیپوردوم د بارسلونا داور: (بخش اول) جان پارسونس (بخش دوم) آلبرت سررا ای گیشا |